# Chilseok
Chilseok es una fiesta coreana típica del séptimo día del mes séptimo del calendario lunar en Corea. Es una fiesta que tiene origen chino, Qi Xi. Actualmente, Chilseok es un período del año en que el calor desciende y que la época de lluvias continuas comienza. Por eso, la lluvia de esta época se llama “Lluvia de Chilseok”.

## Costumbres
En Chilseok, los coreanos suelen ducharse para la salud. Además, es la tradición de comer fideos o una tarta especial. Es que Chilseok marca el período más delicioso de comer las comidas hechas de pan porque los vientos frescos empiezan desarrollar el sabor del pan paso a paso desde Chilseok. Por eso, los platos del pan eran obligatorios en esta tradición.

## El cuento de Chilseok
Según la leyenda, el rey de los reyes tenía una hija llamada Jiknyeo, que sabía tejar muy bien. Un día, ella miraba un hombre, Gyeonwu, a través de la galaxia. Después, ambos decidieron casarse y el rey finalmente aceptó el matrimonio. No obstante, Jiknyeo no quería tejar más, y al mismo tiempo Gyeonwu no cuidaba sus bienes semovientes como vacas y ovejas. Esto hizo que el rey se enojara, por lo que decidió castigarles enviándolos a vivir lejos uno del otro, cosa que significaba que ambos se podían reunir solamente una vez al año: el séptimo día del mes séptimo. Aunque los dos estaban felices en ese día, no pudieron cruzar la camina Santiago. Afortunadamente, los cuervos y las mariquitas los ayudaron a reunirse. Al final del día, la tristeza de ambos volvía. Parece que las plumas de las aves se cayeron a pesar de entonces porque Gyeonwu y Jiknyeo estaban de pie encima de las cabezas de las aves. Si hay lluvia en séptimo día del julio, se dice que es una lágrima de esta pareja (Gyeongwu y Jiknyeo).